# Львівська математична школа
Львівська математична школа (пол. Lwowska szkoła matematyczna) — група математиків, які жили в місті Львові між 1918 та 1941 роками, працювали разом, періодично збиралися в «Шотландській кав'ярні» (пол. Kawiarnia «Szkocka») для обговорення різних математичних проблем, через що цю групу жартома називали «шотландською математичною школою».
Засновниками Львівської математичної школи були Гуго Штайнгауз та Стефан Банах.
Видавали журнал «Studia Mathematica», заснований у 1929 році.

Багато математиків-учасників групи, більшість яких були євреями, емігрували зі Львова під час Другої світової війни.

Намагаючись використати потенціал львівських математиків, Академія Наук УРСР у 1940 році утворила спочатку теоретичну групу в складі Карпатської астрономічної обсерваторії, а пізніше сектор функціонального аналізу Інституту математики у складі С. С. Банаха, С. Т. Мазура, Ю. Л. Шаудера, Г. Д. Штайнгауза і М. О. Зарицького (під керівництвом Банаха).

## Studia mathematica
У 1929 році група львівських математиків заснувала журнал «Studia Mathematica», присвячений лише одній галузі математики — функціональному аналізу. Він був опублікований трьома мовами — французькою, німецькою та англійською. За короткий час він став не лише вісником львівської математичної школи, а й одним із найважливіших світових журналів у галузі функціонального аналізу.

## Кав'ярня «Шкоцька»
Під час численних зустрічей у Шотландській кав'ярні — улюбленому дискусійному місці львівських математиків — виникла величезна кількість нових математичних задач. У якийсь момент їх почали замість мармурової верхівки столика кафе вводити в спеціальний зошит, який постійно зберігали у кав'ярні. Так була створена легендарна шотландська («шкоцька») книга, яка має велику наукову цінність. Деякі задачі в цій книзі були розв'язані через багато років після їх написання. Цю книгу врятувала від війни дружина Стефана Банаха Луція, а в 1972 році її подарували Міжнародному математичному центру Стефана Банаха.

## Період окупації
Під час війни Львівська школа розійшлася внаслідок того, що багато учасників були євреями, і або були розстріляні німцями, або втекли. Решті було заборонено займатися науковою діяльністю.
Стефан Банах, Владислав Орліч, Єжи Альбрихт, Фелікс Баранський, Єжи Альбрихт, Броніслав Кнастер врятувалися, годуючи вошей в Інституті досліджень плямистого тифу у професора Рудольфа Вейгеля.

## Повоєнний період
Після війни члени цієї групи приєдналися до інших наукових центрів: Гуго Штайнхаус переїхав до Вроцлава, Станіслав Мазур — до Варшави, а Стефан Банах через важку хворобу не встиг переїхати до Кракова до кафедри, підготованої для нього в Ягеллонському університеті, і помер у Львові у серпні 1945 року.

## Найвідоміші представники
- Стефан Банах
- Владислав Орліч
- Станіслав Сакс
- Гуго Штайнгауз
- Станіслав Мазур
- Станіслав Улям
- Юлій Шаудер
- Марк Кац
- Антоній Ломницький
- Степан Качмар
- Герман Ауербах
- Володимир Стошек
- Станіслав Рузевич
- Леон Хвістек
- Мирон Зарицький
- Володимир Левицький

## Вшанування
21 травня 2021 року з нагоди 85-ї річниці створення всесвітньовідомої «Шотландської книги» та відзначення внеску Львівської математичної школи у розвиток світової математики, Львівське математичне товариство урочисто відкрило інформаційну таблицю на фасаді будинку «Шотландської кав'ярні» у Львові.